# Château du Bois de Ros
Le château du Bois de Ros est situé à Limerzel en France.

## Localisation
Le château est situé sur le territoire de la commune de Limerzel, au lieu-dit Bois de Ros, dans le département du Morbihan en région Bretagne.

## Description
Le château date des XVIe et XVIIe siècles, édifice à un étage carré, élévation à travées, construit en moellons de granite. Toiture à longs pans recouverte d'ardoises, croupe, noue. Escalier hors- œuvre : escalier à vis sans jour.

## Historique
Le château était à l'origine un relais de chasse du duc de Bretagne, Jean IV, qui finalement en fit don à l'abbaye de Prières à Billiers, qui le transforma au XVIIe siècle en hospice pour les religieux âgés. Saisi et vendu comme bien national lors de la Révolution en 1791, le château sert plusieurs fois le refuge du général chouan, Louis de Sol de Grisolles. Après plusieurs ventes au cours du XIXe siècle, la propriété du château passe à la famille d'Espitalié de la Peyrade, en 1901, ses descendants en sont encore aujourd'hui propriétaires. Lorsque Henri d'Espitalié de la Peyrade en fait l'acquisition, le château est en mauvais état : l'aile sud, détruite par un incendie en 1885, est reconstruite. La demeure conserve encore une chapelle du XVIIe siècle, une tour d'escalier du XVIe siècle, des meneaux, un puits dans la cour. Bois de Ros était la seigneurie la plus importante de la paroisse, puisqu'elle avait haute, basse et moyenne justice. La reconstruction et les remaniements du logis, de la ferme et des communs sont entrepris au XIXe siècle.
Le château est inscrit à l'inventaire général du patrimoine culturel.